# Los mineros
Los mineros es una zarzuela en un acto en prosa y tres cuadros con música del maestro Manuel López Torregrosa y libreto de Sinesio Delgado, estrenada en el teatro Eldorado de Barcelona el 11 de marzo de 1899. La obra fue muy aplaudida y la crítica resaltó el trabajo del libretista como «... naturalidad, espontaneidad y frescura...».

## Personajes
| Personaje                    | Tesitura     | Reparto del estreno, 19 de julio de 1899 |
| ---------------------------- | ------------ | ---------------------------------------- |
| Paco "el minero"             | bajo         | Simon Escrich                            |
| Dolores, mujer del encargado | mezzosoprano | Juana Fernández                          |
| Rafaeloficial minero         | barítono     |                                          |

## Argumento

### Acto único
La acción comienza en el salón de una humilde casa de clase-obrera, los mineros llegan a casa después de un largo día de trabajar comentando los problemas del trabajo bajo tierra, con las mujeres del hogar intentando alegrarlos. Al poco tiempo se enteran de los recortes del gobierno en temas que les incumben y ellos deciden defender sus derechos mostrando todos los problemas que conlleva la extracción del carbón.[cita requerida]

## Números musicales
Acto único
- Preludio musical
- El coro de mineros(barítono, bajo, tenor)
- Coro de mujeres (Paca y Beatriz,Dolores y otras.. "Todos hablan, todos gritan"
- Coro-Dolores "Pide niña a la virgen de la montaña"
- canción de Rafael tenor, Dolores y coro "Hay que ser muy hombre"
- Número Final "Himno de los mineros".